# 399

## Nașteri
- 19 ianuarie: Pulcheria (Aelia Pulcheria), regentă bizantină (d. 453)

## Decese
- 27 noiembrie: Siriciu, papă al Romei (n. 334)